# Saint-Loup-de-Varennes

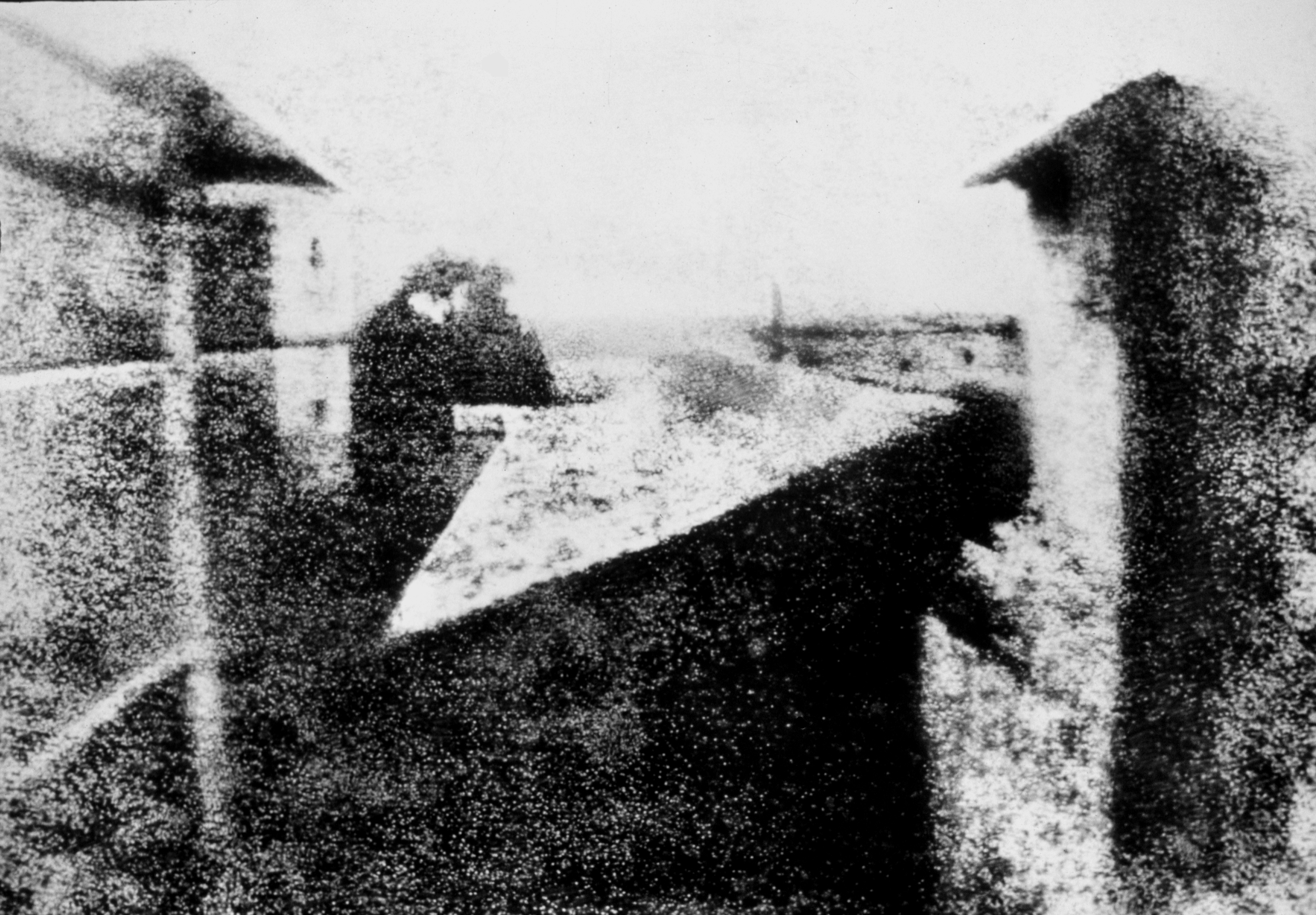
Vista dalla finestra a Le Gras (Nicéphore Niépce, 1826), generalmente considerata come la "prima fotografia" in assoluto, scattata a St.Loup

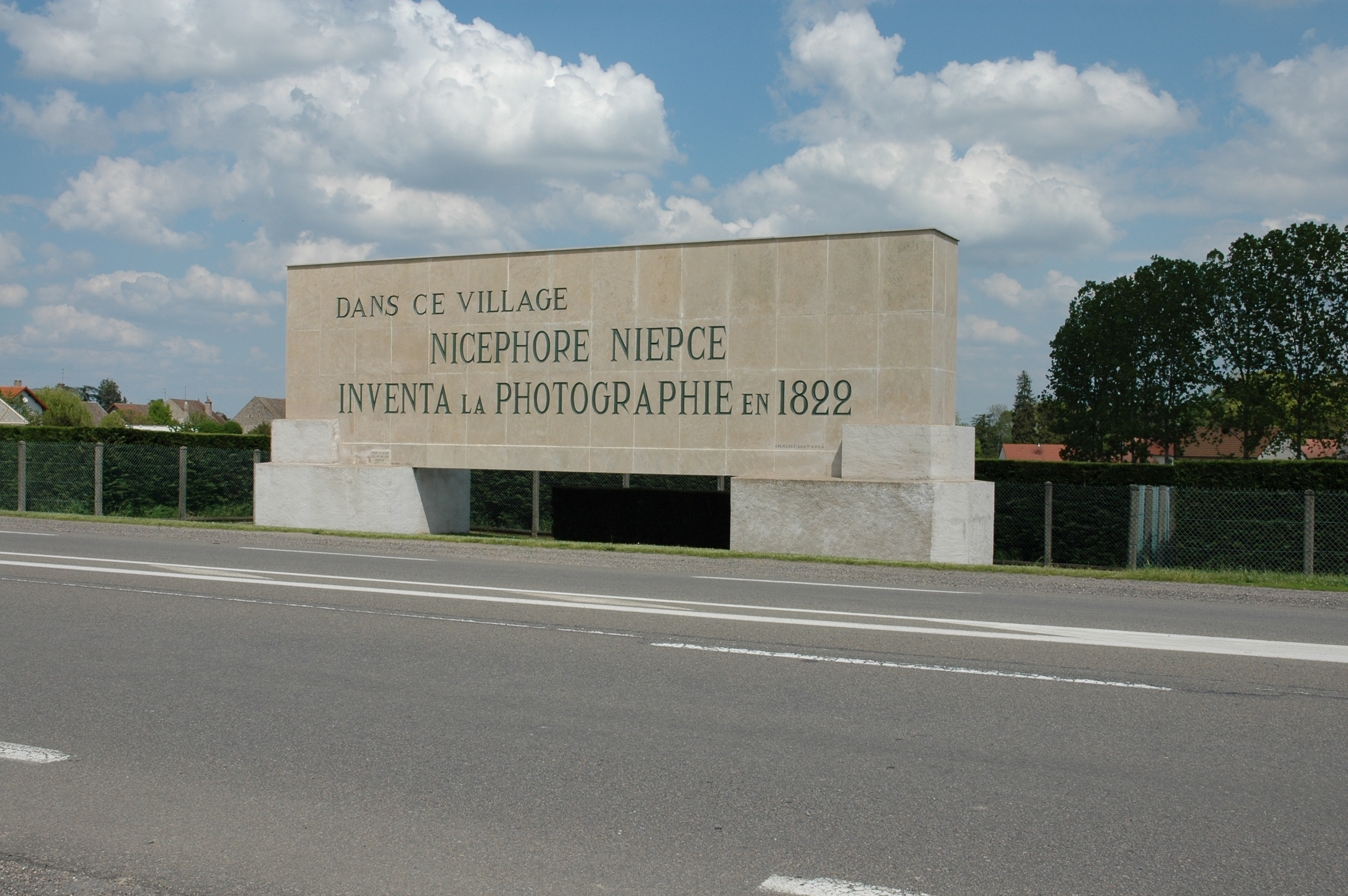
Monumento commemorativo all'invenzione della fotografia di Nicéphore Niépce (1822)

Saint-Loup-de-Varennes è un comune francese di 1 161 abitanti situato nel dipartimento della Saona e Loira nella regione della Borgogna-Franca Contea.

## Società

### Evoluzione demografica
Abitanti censiti